# Dick Dale
Pour les articles homonymes, voir Dale.
Dick Dale, nom de scène de Richard Anthony Monsour, est un guitariste américain d'origine libano-polonaise né le 4 mai 1937 à Boston et mort le 16 mars 2019 à Loma Linda en Californie,. 
Inconditionnel de la guitare électrique Fender Stratocaster et renommé pour son jeu puissant et sonore, il est le créateur d'un style de rock essentiellement instrumental appelé surf rock ou surf music en raison de son lien étroit avec le sport du même nom, il est d'ailleurs surnommé The King of Surf Guitar. Il reprend en 1962 le titre Misirlou qui avait déjà été enregistré plusieurs fois depuis les années 1930. Ce morceau lui vaut sa notoriété, notamment en Californie où il est une vedette au début des sixties, influençant de nombreux groupes comme les Beach Boys, les Ventures, les Lively Ones, Jan and Dean, les Trashmen, les Surfaris, les Rumblers, les Marketts ainsi que les guitaristes Link Wray, Duane Eddy ou Al Casey. L'utilisation de Misirlou par Quentin Tarantino sur la bande-son du film Pulp Fiction accompagnera son retour dans les années 1990, marqué par quatre albums et des tournées mondiales.

## Biographie
Né le 15 mai 1937 à Boston (Massachusetts) d'une mère polonaise et d'un père libanais, Richard Monsour, alias Dick Dale, apprend très jeune la batterie, le ukulélé et la guitare. Son oncle figure parmi ses premières influences musicales ; celui-ci, qui jouait du oud, accompagnait des danseuses du ventre. Dick Dale est considéré comme le premier guitariste de rock à intégrer les gammes orientales à son jeu.
Passionné de musique, mais également de sport, c'est en faisant du surf que lui vient l'idée de créer un son de guitare qui évoque les sensations propres à ce sport. Il joint aux techniques du trémolo, du staccato et du bourdon une utilisation systématique de la réverbération poussée à l'extrême, procédés devenus caractéristiques du son « surf ».
En Californie, dès 1958, les concerts de Dick Dale & the Del-Tones créent l'événement. On accourt des quatre coins de la région pour voir ce guitariste singulier, à la fois rocker et surfer. Son sixième 45 tours, Let's Go Trippin', paru en 1961, est considéré comme le premier titre surf, devançant le Surfin'  des Beach Boys. Il sera suivi de titres à la distribution plus locale, tels que Jungle Fever, Shake'n'Stomp ou Surf Beat.
Après avoir enregistré, pour le label de son père Deltone, plusieurs 45 tours et un premier 33 tours intitulé Surfers' Choice, Dick Dale signe un contrat avec Capitol. La firme réédite le premier album en 1962, le distribuant ainsi à une plus grande échelle, et lui permet d'en enregistrer quatre autres, accompagné par des musiciens hors pair. Dick Dale apparaît alors dans le Ed Sullivan Show et dans quelques films. Son surnom, King of the Surf Guitar, sera bientôt éponyme de son deuxième disque.
La « vague surf » ne durera pourtant que peu de temps. Victime de sa popularité, on l'associera toujours à une culture jugée superficielle. Dès 1964, la British Invasion sévit sur les ondes et conquiert les bacs des disquaires. Dick Dale continue à se produire en public, mais, atteint d'un cancer du côlon, il s'éclipse. Il s'en remettra, mais se tiendra longtemps en marge du monde musical comme du show-business.
En 1975, il tente de donner un son nouveau à certains de ses titres dans l'album Greatest Hits. En 1979, il a failli perdre une jambe, après s'être blessé en nageant - une infection due à la pollution aggrave la blessure pourtant bénigne. Cette expérience renforce ses convictions : comme tout surfeur digne de ce nom, Dick Dale est un fervent défenseur de l'environnement.
En 1983, il sort The Tygers loose, album live au contenu inégal, mais qui immortalise la version en public de l'emblématique The Wedge (du nom d'une vague de Balboa, l'une des plus redoutées des surfeurs californiens), titre paru en 1963 sur le disque Checkered Flag, dans une version studio encore plus remarquable.
Hormis deux albums mineurs - et une reprise anecdotique de Pipeline en compagnie de Stevie Ray Vaughan -, Dick Dale ne produit plus rien avant les années 1990. Son retour, en studio comme sur scène, coïncide avec la sortie du film Pulp Fiction de Quentin Tarantino, dont la bande-son assure au titre Misirlou une seconde jeunesse, sans pour autant régénérer grandement le public du légendaire gaucher.
Au cours de la décennie 1990, il enregistre quatre albums bien mûris, composés non seulement de nouvelles versions de ses titres fétiches, comme The Victor, Hava Naguila ou Taco Wagon, de reprises de Link Wray, de Johnny Cash ou de Jimi Hendrix, mais aussi de nouveaux titres, comme Nitro ou Scalped, qui montrent que le maître sexagénaire n'a rien perdu de son art. Son rock'n'roll latino-oriental a muté en un rock plus sauvage, plus lourd aussi, mais toujours essentiellement instrumental et nourri des mêmes influences précitées. Accordant désormais une place plus grande à l'improvisation, il semble vouloir se détacher (vainement) de l'étiquette surf et de ses connotations.
En 1993, Dick Dale enregistre un solo de guitare pour le groupe californien The Pagodas. Suit également une version surf-rock de Aquarium de Camille Saint-Saëns (titre tiré du Carnaval des Animaux), pour les montagnes russes Space Mountain du parc d'attractions Disneyland, à Anaheim en Californie.
Bien que reconnu, Dick Dale reste une icône atypique de l'histoire du rock, sa musique n'ayant pas vraiment fait école, trop personnelle, sans doute, pour que son influence ne relève pas du plagiat. D'aucuns s'y sont essayés, sans grande pertinence.
Dick Dale tourna jusqu'à la fin de sa vie afin de payer les frais médicaux liés à ses soucis de santé. Il donna son dernier concert le 5 janvier 2019 au Marriott Hotel de Riverside, Californie. Il meurt le 16 mars 2019 à l'hôpital de Loma Linda, où il était traité pour des insuffisances cardiaque et rénale, à l'âge de 81 ans.

## Influences et technique
Dick Dale est surnommé King of the surf guitar. La pratique assidue du surf lui inspira un son obtenu par une réverbération poussée à l'extrême et un jeu emprunté en partie à la musique orientale.
Ayant vécu au Liban pendant son enfance, il en était revenu imprégné de gammes qu'il marierait ensuite à d'autres influences telles que la musique country, le country & western, le flamenco, les musiques mexicaine et Tex-Mex, le rhythm and blues, et, bien sûr, le rock 'n' roll.
Associé à la firme de Leo Fender pour la recherche et la mise au point un amplificateur à lampes Dual Showman surpuissant pour l'époque, mais aussi pour la fameuse boîte de réverbération à ressorts, il en tirera un jeu de guitare caractérisé par sa sonorité et sa puissance, avec une inspiration directement issue des sensations qu'il éprouve lors de ses parties de surf, notamment en traversant les fameux tubes formés par les lames de fond se retournant qu'il aime affronter sur l'océan.
Guitariste gaucher, il utilise néanmoins à l'instar du bluesman Albert King une guitare pour droitier, en conservant l'accordage original, les modèles pour gaucher étant trop onéreux. Il joue donc avec les cordes à l'envers, le Mi grave étant placée vers les pieds, et le Mi aiguë vers le menton. Bien qu'il ait adopté par la suite des modèles pour gaucher, Dick Dale a conservé cette disposition inversée, ce qui permet selon lui une attaque des cordes graves encore plus puissante.
Non content d'avoir la primeur des innovations de la marque Fender, il fait aussi usiner ses propres cordes, ne trouvant pas dans le commerce de tirant assez fort à sa convenance. On dit d'ailleurs de lui qu'il fait fondre ses médiators (qu'il distribue, lors de ses concerts, aux spectateurs du premier rang, après les avoir usés sévèrement en trois ou quatre titres seulement).
Dick Dale a aussi une grande passion pour les sports automobiles (on parle aussi de « hot-rod music »), les arts martiaux et les animaux sauvages - notamment son tigre Sam -, ce qui n'est pas non plus sans influence sur sa musique et son jeu de guitare.

## Peel Sessions
Dick Dale participa quatre fois aux sessions d'enregistrement du Britannique John Peel
1. 30 mars 1995 (Maida Vale 4)
2. 10 juillet 1995 (3 Mcr.)
3. 28 août 2002 (Maida Vale 4)
4. 24 mars 2004 (Maida Vale 4).

## Discographie

### Albums
- Surfers' Choice (Deltone, puis Capitol, 1962)
- King Of The Surf Guitar (Capitol, 1963)
- Checkered Flag (Capitol, 1963)
- Mr. Eliminator (Capitol, 1964)
- Summer Surf (Capitol, 1964)
- Rock out - Live at Ciro's (Capitol, 1965)
- The Tigers Loose (live) (Balboa, 1983)
- Tribal Thunder (HighTone, 1993)
- Unknown Territory (Hightone, 1994)
- Calling Up Spirits (Beggars Banquet 1996)
- Spacial Disorientation (Dick Dale Records / The Orchard 2001)

### Singles
- Let's Go Trippin'/Del-Tone Rock (Deltone 1961)
- Jungle Fever/Shake-N-Stomp (Deltone 1961)
- Misirlou/Eight 'Til Midnight (Deltone 1962)
- Secret Surfin Spot/Surfin' and Swingin' (Capitol 1963)
- Let's Go Trippin' '65/Watusi Jo (Capitol 1965)
- Pipeline avec Stevie Ray Vaughan (nommé pour un Grammy Award)

### Compilations / Anthologies / Bandes originales
- Hot Rod Music on Capitol (Capitol 1963)
- The Big Surfin' Sounds on Capitol (Capitol 1964)
- Greatest Hits (Crescendo 1975)
- King of the Surf Guitar : The Best of Dick Dale & The Del-Tones (Rhino 1986)
- Pulp Fiction Soundtrack (MCA 1994)
- Cowabunga Surf Box Set (Rhino 1996)
- Rocket Jockey (Rocket Science Games/SegaSoft 1996)
- Better Shred Than Dead: The Dick Dale Anthology (Rhino 1997)
- MOM II Music for our Mother Ocean (Surf Dog Records 1997)